# Ouhans
Ouhans is een gemeente in het Franse departement Doubs (regio Bourgogne-Franche-Comté) en telt 334 inwoners (1999). De plaats maakt deel uit van het arrondissement Pontarlier.

## Geografie
De oppervlakte van Ouhans bedraagt 15,9 km², de bevolkingsdichtheid is 21,0 inwoners per km².
De Loue, een 130 km lange bijrivier van de Doubs, heeft zijn bronnen in Ouhans.
De onderstaande kaart toont de ligging van Ouhans met de belangrijkste infrastructuur en aangrenzende gemeenten.

## Demografie
Onderstaande figuur toont het verloop van het inwonertal (bron: INSEE-tellingen).